# Allmänna Kapital
Allmänna Kapital, svenskt kreditmarknadsbolag som tidigare hade tillstånd att ta emot inlåning från allmänheten.
Företaget hamnade i problem under 2006 och försattes i konkurs 17 november 2006. Insättningsgarantin trädde in och täckte insättningar om 40,6 miljoner kronor fördelat på 287 insättare.